# Рой Орбісон

Рой Орбісон

Рой Ке́лтон О́рбісон (англ. Roy Kelton Orbison; 23 квітня 1936 — 6 грудня 1988) — американський музикант, один з піонерів рок-н-ролу.

## Біографія
Народився у Верноні, штат Техас 23 квітня 1936 року.
Рой починав вчитися на геолога і паралельно грав у найрізноманітніших місцевих гуртах.
1955 року він купив у своїх однокурсників пісню «Ooby Dooby» і послав свій запис на прослуховування директору студії звукозапису «Sun Records» Сему Філліпсу. Філліпс дав добро, сказавши, що ця пісня настільки ідіотська, що приречена стати популярною. Так у 1956 році Рой почав працювати з «Sun Records».
У 1960-х його пісні потрапили до списку 40 хітів, серед них — «Only the Lonely», «Crying», «In Dreams» та «Oh, Pretty Woman».
В 1970-х роках творчість Роя Орбісона не мала популярності, успіх однак знову прийшов до музиканта у 1980-тих роках. Останній рік життя був учасником гурту «The Traveling Wilburys».
Ім'я Роя Орбісона вписано до Зали слави рок-н-ролу, журнал «Billboard» помістив ім'я Роя Орбісона на 74 місце у списку «600 найбільш записуваних артистів».

## Дискографія
- 1961 — Roy Orbison at the Rock House
- 1961 — Lonely and Blue
- 1962 — Crying
- 1963 — In Dreams
- 1965 — There Is Only One Roy Orbison
- 1965 — Orbisongs
- 1966 — The Orbison Way
- 1966 — The Classic Roy Orbison
- 1967 — Roy Orbison Sings Don Gibson
- 1967 — The Fastest Guitar Alive Original Soundtrack
- 1967 — Cry Softly Lonely One
- 1969 — Roy Orbison's Many Moods
- 1970 — Hank Williams the Roy Orbison Way
- 1970 — The Big O
- 1972 — Roy Orbison Sings
- 1972 — Memphis
- 1973 — Milestones
- 1976 — I'm Still in Love with You
- 1977 — Regeneration
- 1979 — Laminar Flow
- 1985 — Class of '55
- 1989 — Mystery Girl
- 1992 — King of Hearts
- 2015 — One of the Lonely Ones